# タカツメディアサービス
株式会社タカツメディアサービス（英: Takatsu Media Service Co.,Ltd.）は、テレビ番組を中心とした日本の小道具・美術装飾の企業である。東京メディアシティ（TMC）内での美術装飾の貸出を業務行っていた。小道具管理、装飾、持道具の現場操作業務閉鎖のため、現在は高津装飾美術の世田谷倉庫となっている。

## 関連事項
- 高津装飾美術